# Crème brûlée

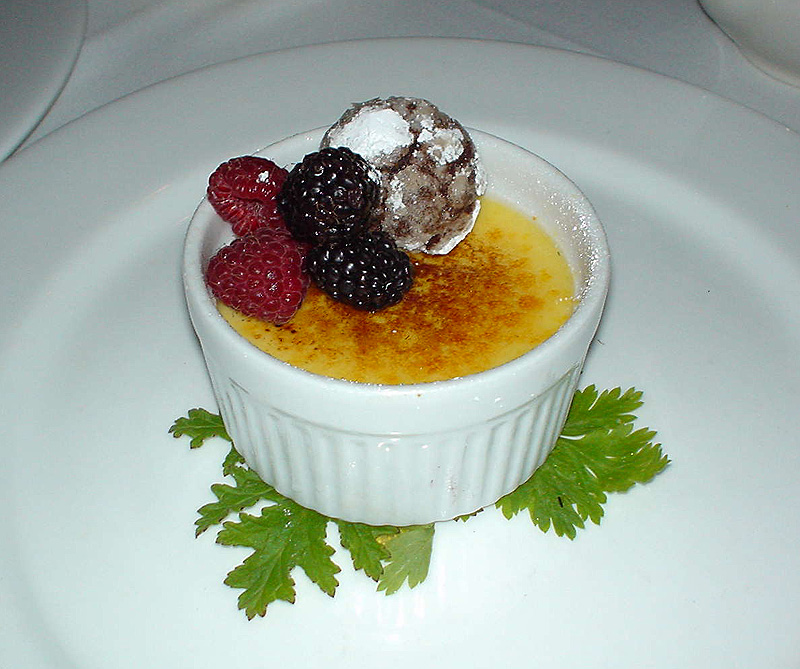
Crème brûlée, o crema cremada a la francesa.

La crème brûlée (crema cremada en francès) és una recepta tradicional francesa similar a la crema catalana, que surt mencionada en un llibre de cuina de François Massialot de 1691.
Són unes postres franceses similars a la crema cremada catalana però amb algunes diferències: es cou al bany maria, se sol fer amb nata en comptes de llet, amb ous sencers en comptes dels rovells i s'aromatitza sempre amb vainilla, mentre que als països catalans se sol preferir la canyella i la pela de llimona.
El color de la crema sol ser més clar que el de la crema catalana, i sovint la consistència es prefereix menys espessa. A França se sol utilitzar sucre bru per al caramel i es menja amb cullera sopera.